# Огрже
О́грже (на тер. Чехии; чеш. Ohře, произношениео файле) / Э́гер (на тер. Германии; нем. Eger) — река в Чехии и Германии. В некоторых источниках упоминается как Огря.
Исток находится в Фихтельгебирге, течёт в восточном направлении и у города Литомержице впадает в Эльбу левым притоком.
Самый большой город в верхнем течении — Хеб, вблизи баварской границы. Следующие 100 км Огрже течёт южнее Рудных гор в восточном направлении. В 40 км за Хебом она течёт по городу Карловы Вары. В районе Рудных гор на Огрже расположено водохранилище Нехранице.

## Крупные притоки
Карловарский край
- Плесна, слева, 226 км
- Одрава, справа, 224 км
- Либава, справа, 216 км
- Сватава, слева, 203 км
- Ролава, слева, 177 км
- Тепла, справа, 175 км
- Быстржице, слева, 153 км

Устецкий край
- Либоц, справа, 91 км
- Гутна, слева, 87 км
- Блшанка, справа, 81 км
- Хомутовка, слева, 65 км
- Росовка, слева, 21 км